# Podocarpus pallidus
Podocarpus pallidus é uma espécie de conífera da família Podocarpaceae.
Apenas pode ser encontrada no Tonga.